# Fórmula de Euler para poliedros
A fórmula de Euler para poliedros é uma relação matemática que permite descobrir o número de arestas, vértices ou faces conhecendo ao menos duas das variáveis. Isso deve-se ao fato de essas relações não serem independentes entre si.

## Fórmula
{\displaystyle V-A+F=2}
F corresponde ao número de faces.

V corresponde ao número de vértices.

A corresponde ao número de arestas.